# .338拉普麥格農
.338拉普麥格農Lapua Magnum（8.58×70mm）是一种用于远距离军用狙击步枪的中央式底火式麦格农子弹，威力介乎於傳統的中口徑子彈和重機槍子彈中間，因為可以用傳統狙擊步槍改良型來發射，而不致過分依賴發射傳統重機槍子彈的笨重反器材步槍而受到歡迎。
阿富汗战争和伊拉克战争的战场试用已经证明了.338拉普弹是一种相当可靠的弹药。.338拉普弹是一种杀伤人员和反器材两用弹药，但它的反器材能力较弱，因为.338弹的动能远小于重达35.64-55.08克的.12.7毫米(.50BMG)口径的子弹。本彈主要用來填補了傳統制式狙擊步槍彈藥和反器材彈藥間的空白。

## 相关资讯
- 精密國際AX338狙擊步槍
- 步槍子彈列表
- 麦格农子弹